# Calibrachoa elegans
Calibrachoa elegans är en potatisväxtart som först beskrevs av John Miers, och fick sitt nu gällande namn av J. R. Stehmann och J. Semir. Calibrachoa elegans ingår i släktet Calibrachoa och familjen potatisväxter. Inga underarter finns listade i Catalogue of Life.